# ألفريد مويسيو
رئيس ألبانيا ولد في 1929 وخلفه بامير توبي.

## روابط خارجية
- ألفريد مويسيو على موقع الموسوعة البريطانية (الإنجليزية)
- ألفريد مويسيو على موقع مونزينجر (الألمانية)
- ألفريد مويسيو على موقع إن إن دي بي (الإنجليزية)